# Corral de Calatrava
Corral de Calatrava é um município da Espanha na província de Ciudad Real, comunidade autónoma de Castilla-La Mancha, de área 148,77 km² com população de 1260 habitantes (2007) e densidade populacional de 8,47 hab/km².

## Demografia

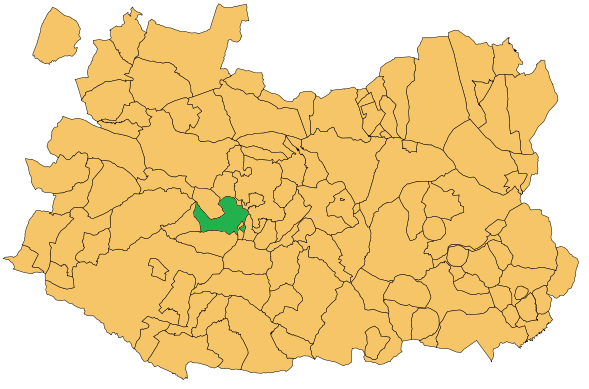
Mapa de localização

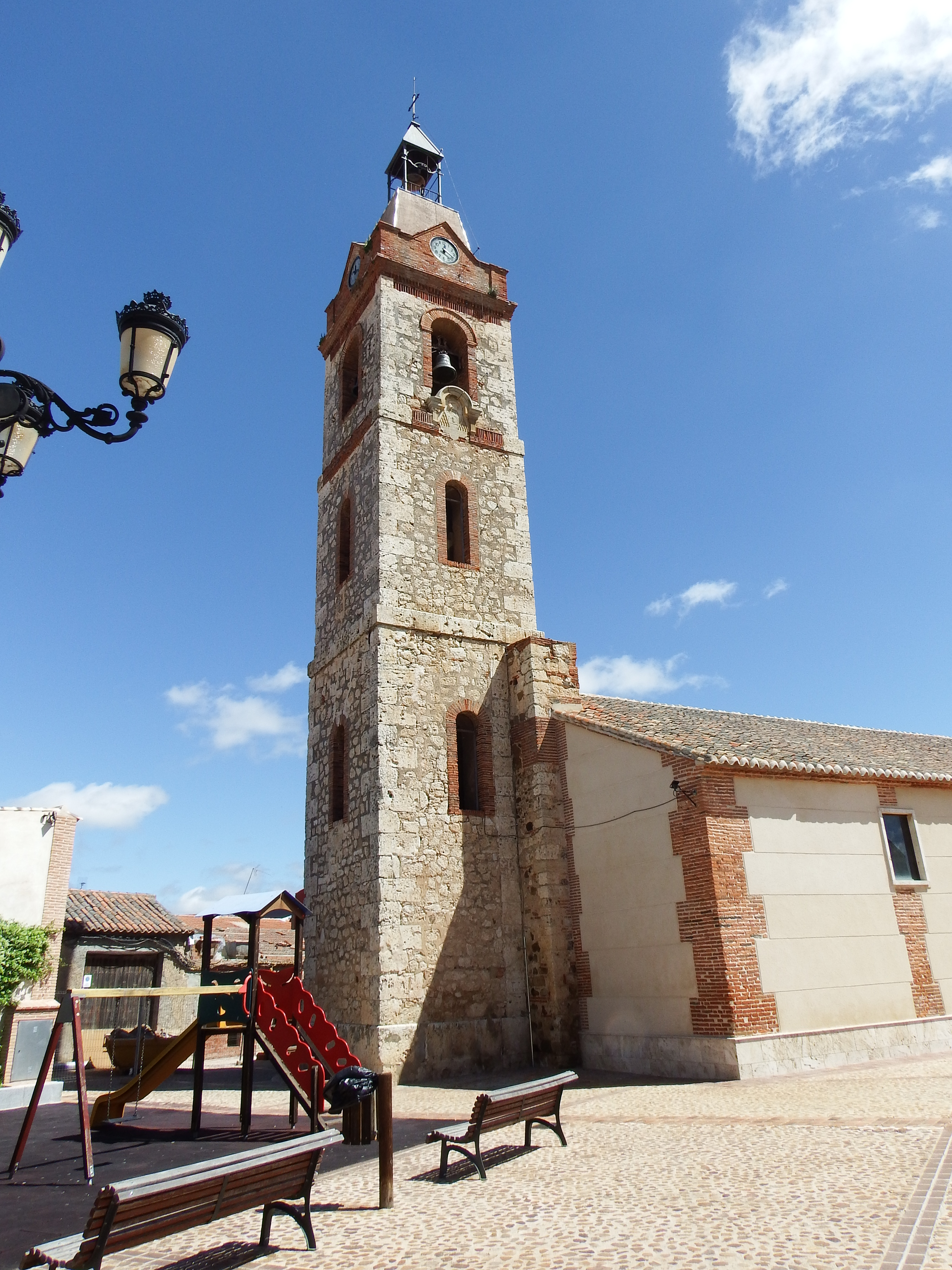
Igreja de Nuestra Señora de la Anunciación

| Variação demográfica do município entre 1991 e 2004 | Variação demográfica do município entre 1991 e 2004 | Variação demográfica do município entre 1991 e 2004 | Variação demográfica do município entre 1991 e 2004 |
| --------------------------------------------------- | --------------------------------------------------- | --------------------------------------------------- | --------------------------------------------------- |
| 1991                                                | 1996                                                | 2001                                                | 2004                                                |
| 1381                                                | 1328                                                | 1278                                                | 1262                                                |